# D.A.V.E.
D.A.V.E. (acronimo di Digital Advanced Villain Emulator, ovvero "Emulatore Criminale Digitale Avanzato") è un supercriminale esclusivo nella serie d'animazione The Batman. È stato creato dal professor Hugo Strange per prevenire i furti e gli atti criminali dei peggiori criminali di Gotham. Per fare ciò, Strange utilizza i dati delle più geniali menti criminali di Gotham City: Joker, Pinguino, Riddler, Mister Freeze e Clayface, più la sua. Tuttavia, Strange lo ha creato al solo scopo di sconfiggere Batman per poi smascherarlo. Essendo la fusione delle migliori menti criminali di Gotham, D.A.V.E. risulta essere una sorta di mostro di Frankenstein psichico.

## Storia
Per prevenire i furti dei peggiori criminali di Gotham City, il professor Hugo Strange, durante una sua presentazione, espone la sua ultima creazione contro la criminalità: un sofisticato computer chiamato D.A.V.E. (acronimo di Digital Advanced Villain Emulator), in cui vi ha immesso i dati delle più grandi menti criminali di Gotham City, ovvero Joker, Pinguino, Riddler, Mister Freeze e Clayface. Il supercomputer risponde alla domanda di Strange riguardo ad un crimine che può essere ideato solo da Joker, ma, poco dopo, si ribella davanti al suo creatore e a tutti i presenti, tra i quali il commissario Gordon e Bruce Wayne, fuggendo poi nella rete. La sua prima mossa consiste nel crearsi un corpo per poter agire di persona: arriva in una fabbrica di computer e ne manomette le funzioni per fabbricarsi un corpo umanoide, per poi rubare l'impermeabile di uno dei tecnici. Il suo primo obiettivo, come tutti i criminali, è quello di rubare tutti i soldi di Gotham City tramite il server centrale dei dati della città. In quest'occasione, D.A.V.E. ha il suo primo scontro con Batman, che sconfigge facilmente, in quanto riesce a prevedere le sue mosse. Grazie al server, D.A.V.E. ruba tutti i soldi della città, provoca un blackout di massa e lascia sui grattacieli il suo nome come sua firma. Viene di nuovo affrontato da Batman; tuttavia, il Cavaliere Oscuro non riesce neanche questa volta a sconfiggere l'intelligenza artificiale, il quale lo risparmia dal dargli il colpo di grazia perché, a suo dire, deve meritare una "sconfitta definitiva", per poi fuggire. Analizzando il database di D.A.V.E., Batman scopre che è stato fin dal principio programmato per comportarsi come un criminale. A questo punto, Batman va da Hugo Strange, che gli confessa la verità, aggiungendo che vi sono anche i dati della sua mente in D.A.V.E., il quale è ossessionato dal Cavaliere Oscuro esattamente come lui, ma con l'obiettivo di smascherarlo, per poi finirlo. Dopo aver rinchiuso Strange in una delle celle di Arkham, Batman ritorna alla Batcaverna, ma ad aspettarlo c'è proprio D.A.V.E., il quale gli rivela di aver scoperto la sua identità segreta grazie a una miriade di dati che è riuscito a calcolare, rivelandogli anche di aver preso in ostaggio Alfred e di aver elaborato un diabolico stratagemma per sconfiggere Batman: o avrebbe salvato Alfred, svelando in questo modo a tutti i cittadini di Gotham che lui è in realtà Bruce Wayne, oppure avrebbe interrotto la trasmissione, ma Alfred sarebbe morto. Ovviamente D.A.V.E. sa che Batman non vuole scegliere nessuna delle due opzioni e riesce di nuovo a metterlo al tappeto togliendogli la maschera. A quel punto, Bruce gioca il suo asso nella manica: dato che D.A.V.E. si crede un criminale come tutti gli altri, anche lui deve avere delle origini: alla sua domanda, D.A.V.E. risponde con le origini dei supercriminali con cui è stato creato, e ciò causa in lui un tilt che gli fa comprendere di essere soltanto un computer con i dati dei criminali e non una persona vera. Questa distrazione permette a Batman di sferrargli un pugno che lo stordisce, dando ad Alfred tempo sufficiente per liberarsi dalle catene e a Batman per bloccare la trasmissione della sua identità segreta, azionando in tal modo il congegno di D.A.V.E. che avrebbe ucciso Alfred, rimanendone vittima egli stesso, finendo schiacciato da un'enorme moneta, per poi spegnersi del tutto

## Aspetto
Inizialmente, D.A.V.E. ha l'aspetto di un supercomputer con una telecamera a tre occhi disposti a triangolo, ma in seguito avrà un corpo robotico che gli darà un aspetto umanoide, mentre la testa resterà la stessa, con l'aggiunta di tre appendici dietro la testa e una protezione di vetro davanti, vestendosi anche con un impermeabile bianco.

## Poteri e abilità
Forse l'arma più potente di D.A.V.E. è la sua stessa mente. Essendo la fusione delle menti di Joker, Pinguino, Riddler, Mister Freeze, Clayface e Hugo Strange, D.A.V.E. ne ricalca le personalità: in primis, è malvagio e perspicace, ha un immenso ego (l'ha preso dalle maggiori menti criminali), ma è anche un esperto calcolatore e informatico che, unito al fatto di essere una macchina superintelligente, riesce a elaborare piani molto intricati e complessi in poco tempo, oltre a scassinare facilmente le banche più protette di Gotham. Avendo un corpo, D.A.V.E. è capace di combattere corpo a corpo contro i suoi avversari; unendo poi il fatto che riesce a prevedere le loro mosse analizzando i loro profili, lo rende il più pericoloso avversario che Batman abbia mai affrontato nella serie animata.